# Phryxe tenebrata
Phryxe tenebrata là một loài ruồi trong họ Tachinidae.